# Cuerpo de perla

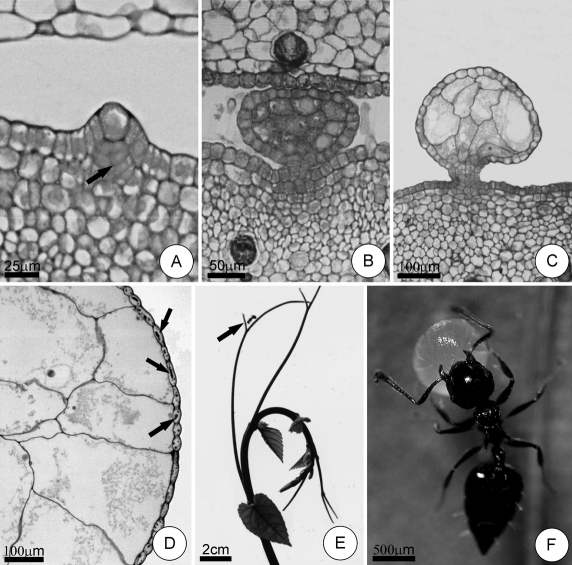
Cuerpos alimenticios de Cissus verticillata. (A–C) Ontogénesis de los cuerpos alimentarios. En (A) se puede observar la etapa inicial de diferenciación de estas estructuras y observar las primeras divisiones de los tejidos subyacentes (flecha). (D) Detalle de un cuerpo alimenticio maduro, nótese el gran volumen de las células internas y la presencia de placas de compuestos pécticos en el protoplasto de las células epidérmicas (flechas). (E) Porción apical de una rama con una hormiga patrullando una ramita (flecha). (F) Hormiga (Crematogaster sp.) que lleva un cuerpo de comida

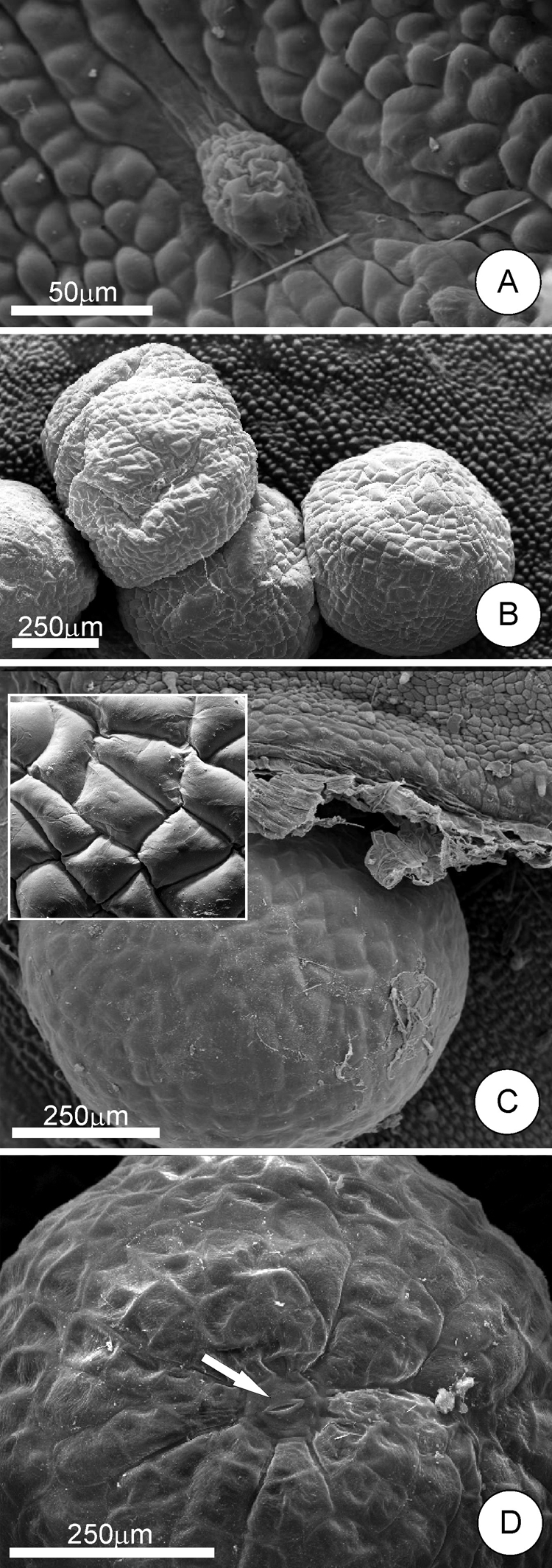
Imágenes al microscopio electrónico de barrido de cuerpos alimenticios de Cissus verticillata. (A) Localidad donde se forman los cuerpos alimenticios en el tallo; note la depresión en la que se forman los FB en medio de las células epidérmicas papilosas. (B) Cuerpos alimenticios en la región nodal del tallo. (C) Cuerpo alimenticio en la región nodal, parcialmente protegido por la estípula. Recuadro: detalle de las células epidérmicas de un cuerpo alimenticio; observe la ausencia de poros o áreas rotas en la cutícula. (D) Cuerpo alimenticio en una hoja, detalle de la porción distal, que muestra un estoma (flecha)

Los cuerpos de perla son cuerpos alimenticios pequeños (0,5-3,0 mm), lustrosos y perlados, producidos a partir de la epidermis de hojas, pecíolos y brotes de ciertas plantas. Son ricos en lípidos, proteínas y carbohidratos, y son buscados por diversos artrópodos y hormigas, que llevan a cabo una fuerte protección de la planta contra los herbívoros, funcionando así como defensa biótica. Son globosos o en forma de garrote sobre pedúnculos cortos, se desprenden fácilmente de la planta y son fuentes de alimento en el mismo sentido que los cuerpos Beltianos, cuerpos Müllerianos, cuerpos Beccarianos, secreciones de cóccidos y nectarios Se dan en al menos 19 familias de plantas (1982) con distribución tropical y subtropical.
Las células o tejidos que ofrecen recompensas alimenticias a los artrópodos son habituales en el mundo vegetal y constituyen una forma importante de establecer relaciones simbióticas. Las hormigas recogen estos cuerpos ricos en energía (27,8 kJ/g de peso seco) y los llevan a sus nidos. La retirada de estos cuerpos parece estimular la formación de otros nuevos en el mismo lugar. La presencia simultánea de cuerpos perlados, domacio de hormigas y nectarios extraflorales sugiere un mutualismo facultativo planta-hormiga. Los primeros investigadores denominaron a estos cuerpos «perldrüsen» (Meyen 1837), «pärlharen» (Nils Holmgren 1911) y «perlules» (Kazimierz Stefan Rouppert 1926). Los cuerpos perlados parecen ser el nutriente principal, y posiblemente el único, para las hormigas que habitan en las mirmecófitas centroamericanas.
Se han observado ácaros fitófagos como Tetranychus kanzawai alimentándose de cuerpos perlados producidos por Cayratia japonica de la familia Vitaceae, una familia en la que los cuerpos perlados son comunes. También parece posible que el ácaro depredador Euseius sojaensis utilice los cuerpos perlados como fuente alternativa de alimento.
Los cuerpos perlados son importantes en la asociación entre la especie de hormiga Pheidole bicornis y varias especies de Piper que tienen espacios entre el peciolo de la hoja y el tallo adecuados para su uso como domacios de hormigas. Algunas especies de Piper tienen tallos ahuecados por las hormigas, mientras que otras tienen tallos naturalmente huecos. Estos túneles tienen de 3 a 4 mm de diámetro y, cuando las hormigas están en ellos, crecen numerosos cuerpos perlados de las superficies laterales de los pecíolos y de las paredes del túnel. Un estudio realizado por Deborah K Letourneau en 1983 descubrió que las hormigas estaban tan saciadas por los cuerpos perlados de la planta que más de la mitad de los huevos de insectos que encontraban mientras patrullaban caían al suelo. En Mallotus japonicus, los nectarios extraflorales y los cuerpos perlados funcionan como defensa biótica, mientras que una segunda línea de defensa está constituida por tricomas y puntos pelúcidos que contienen metabolitos secundarios tóxicos.

## Galería

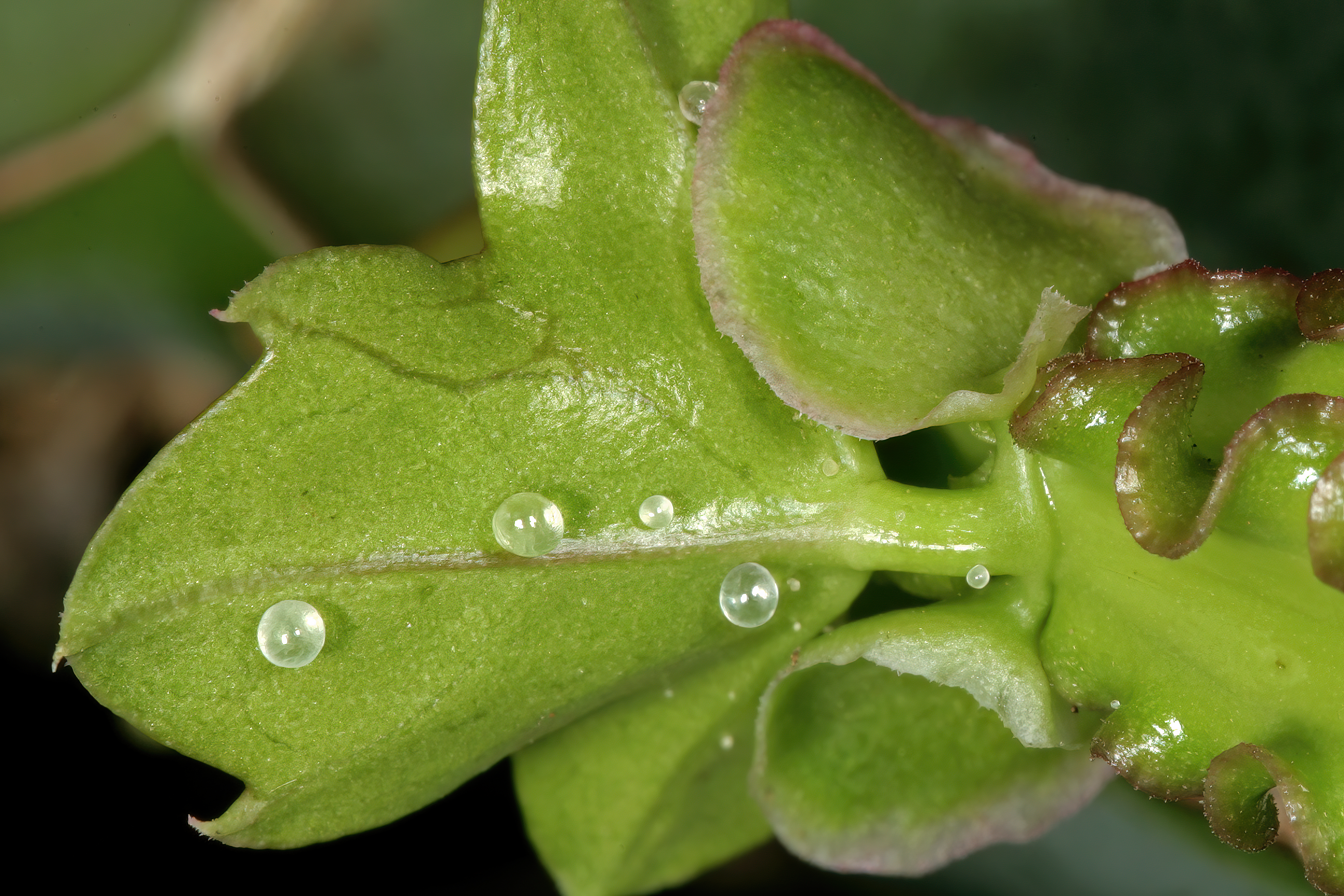
Cissus quadrangularis, crecimiento joven que muestra varios cuerpos perlados.
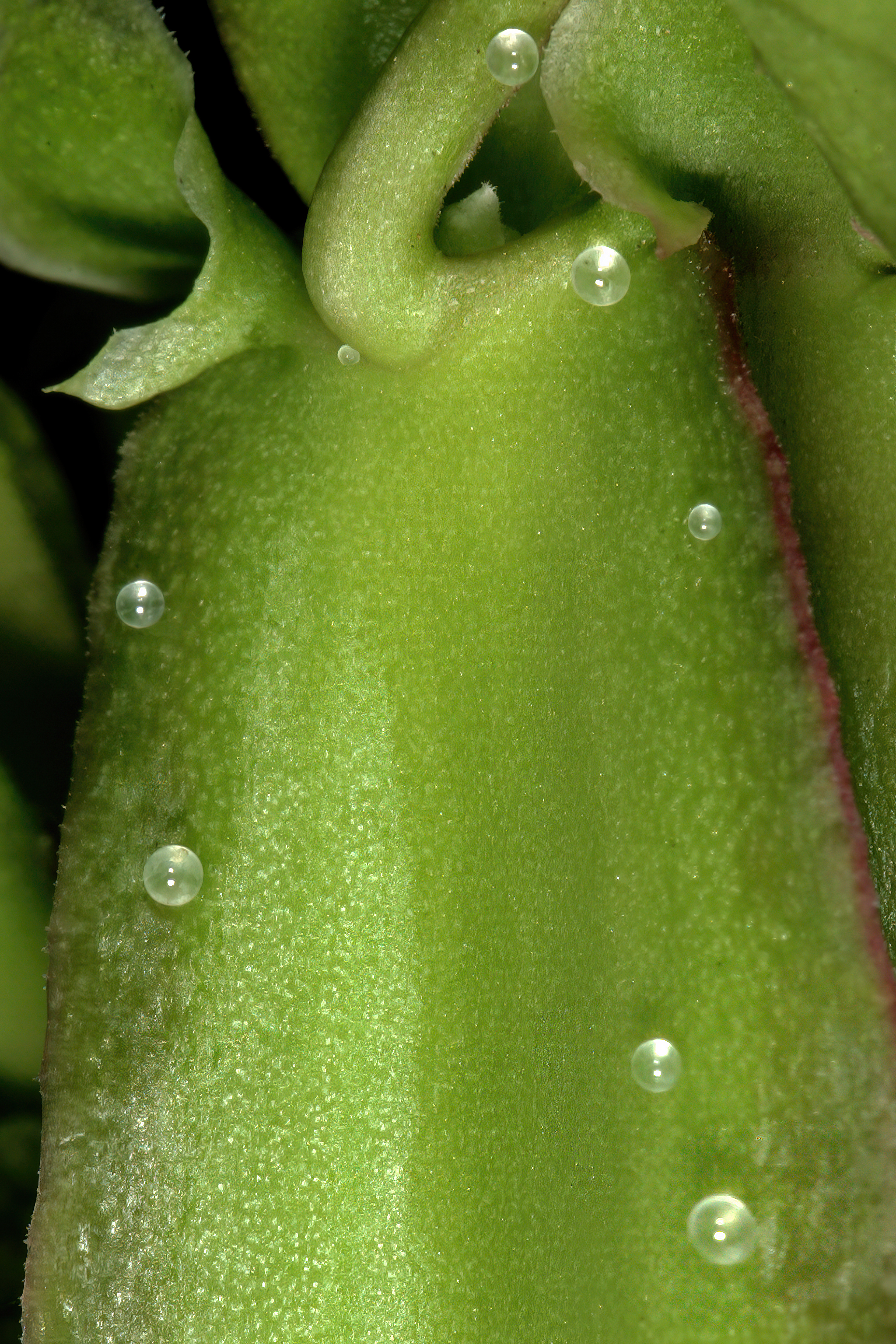
Cissus quadrangularis, tallo joven con varios cuerpos perlados.
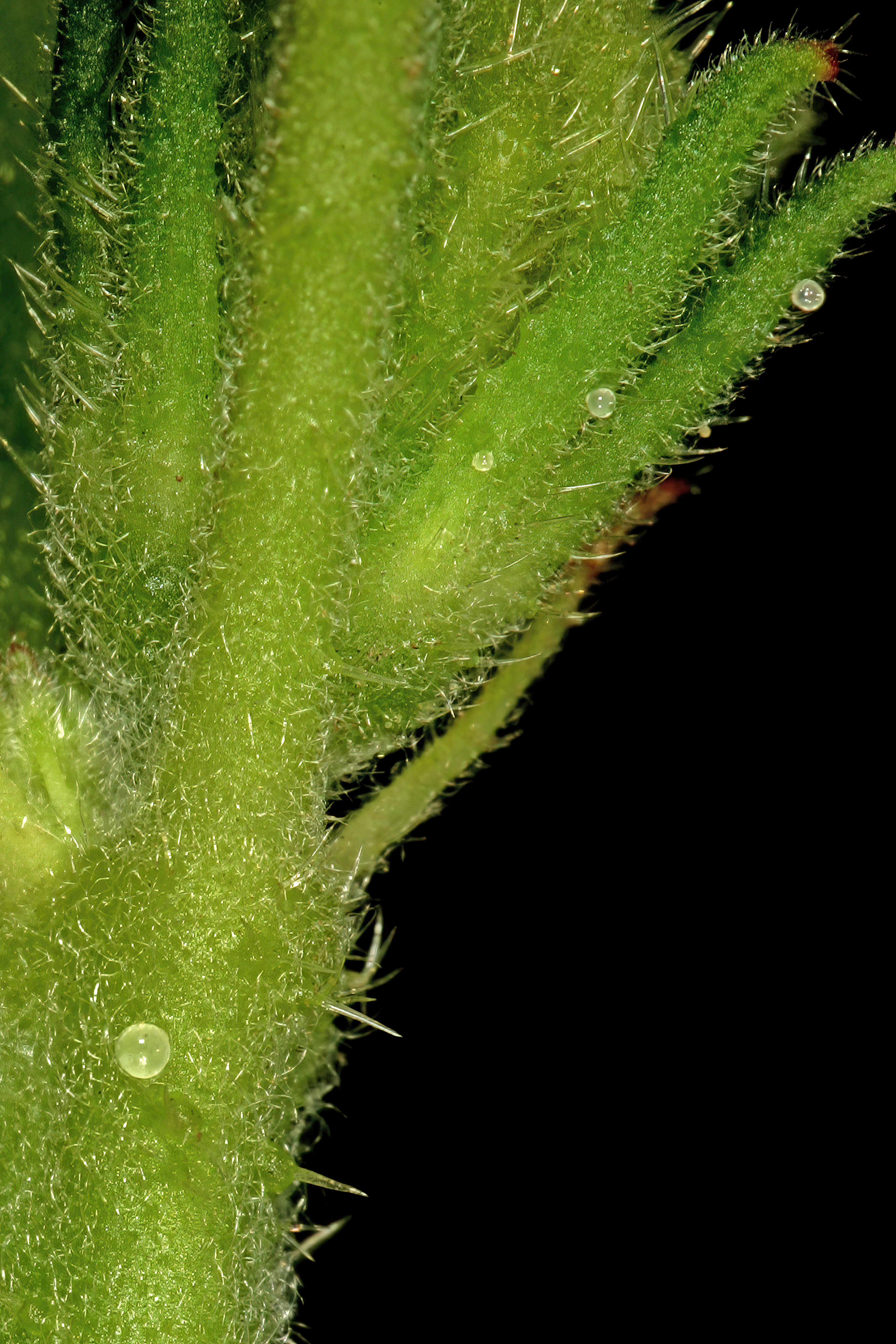
Hibiscus nigricaulis, nudo con base de flor, mostrando cuerpos perlados en el tallo y epicáliz.
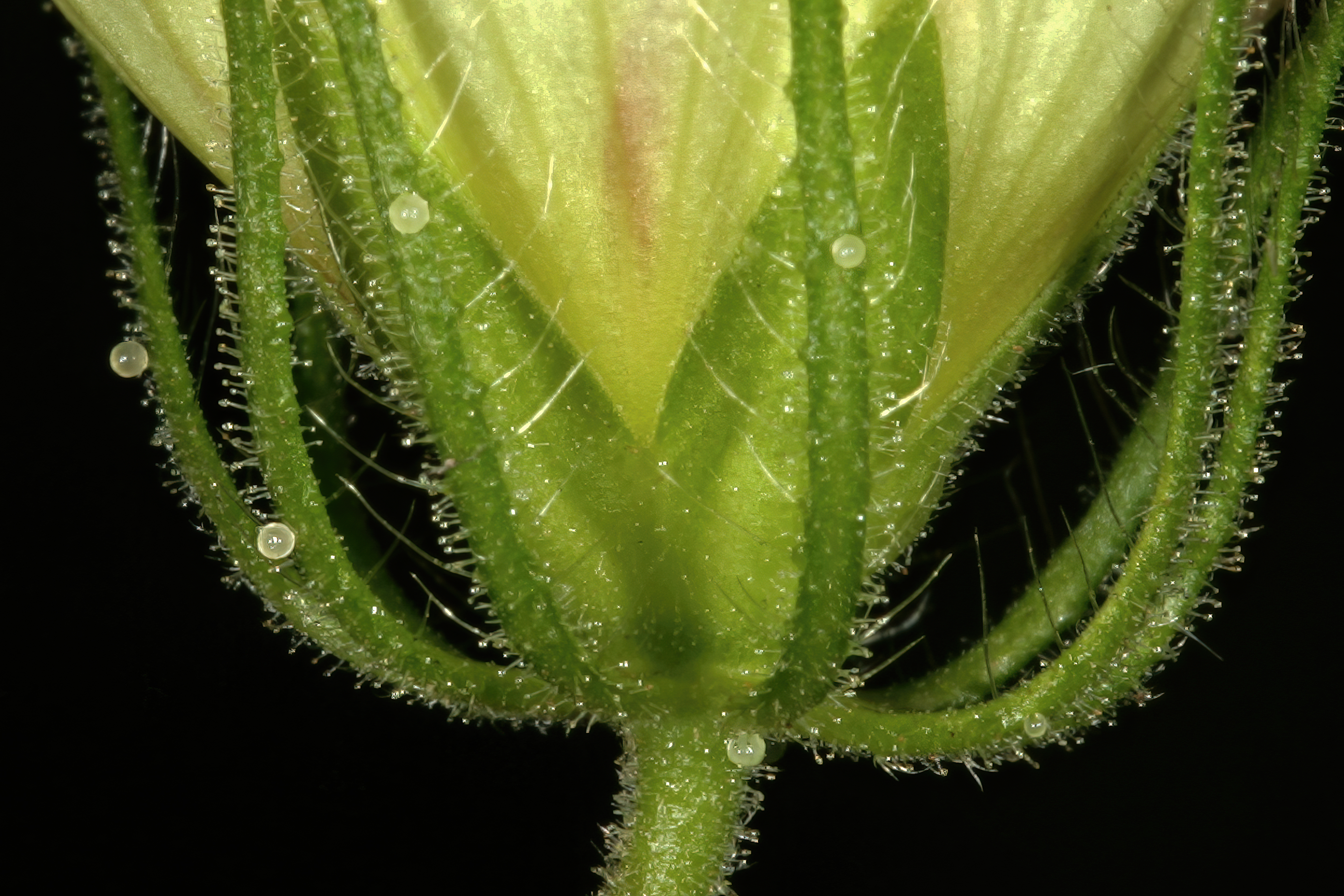
Pavonia transvaalensis, varios cuerpos perlados principalmente en el epicáliz.